# Parathyreus fissicollis
Parathyreus fissicollis là một loài bọ cánh cứng trong họ Geotrupidae. Loài này được Arrow miêu tả khoa học năm 1913.